# 高山风毛菊
高山风毛菊（学名：Saussurea alpina）为菊科风毛菊属的植物。分布在欧洲、蒙古、中亚、西伯利亚以及中国大陆的新疆等地，目前尚未由人工引种栽培。

## 异名
- Saussurea alpina (L.) DC. var. manhanschanensis H. C. Fu